# Michigan Army National Guard
La Michigan Army National Guard è una componente della Riserva militare della Michigan National Guard, inquadrata sotto la U.S. National Guard. Il suo quartier generale è situato presso la città di Lansing.

## Organizzazione
Attualmente, al 2023, sono attivi i seguenti reparti :

### Joint Forces Headquarters
- JFHQ, Army Element
- Recruiting and Retention Battalion – Lansing
- Medical Command – Detroit
- 51st Civil Support Team (WMD) – Augusta

### 272nd Regional Support Group
- Headquarters & Headquarters Company  – Lansing
- 1225th Combat Sustainment Support Battalion
  -   Headquarters & Headquarters Company – Detroit
  -  464th Quartermaster Company – Lapeer
  -  1071st Maintenance Company – Grayling
  -  1073rd Maintenance Company – Greenville
- 246th Transportation Battalion
  -   Headquarters & Headquarters Company – Jackson
  -  1460th Transportation Company (PLS) – Midland
  -  1461st Transportation Company (-) (Heavy Equipment Transport) – Jackson - Equipaggiata con 96 HET con semi-rimorchio
    - Detachment 1 – Augusta

  -  1463rd Transportation Company (-) (Medium Truck, Corps) – Wyoming
    - Detachment 1 – Sturgis
- 146th Multifunctional Medical Battalion
  - Headquarters & Headquarters Detachment – Ypsilanti
  -  1171st Area Support Medical Company – Ypsilanti
- 1st Battalion, 119th Field Artillery Regiment (M-777A2) - Sotto il controllo operativo della 169th Field Artillery Brigade, Colorado Army National Guard
  -  Headquarters & Headquarters Battery – Lansing
  -  Battery A – Port Huron
  -  Battery B – Alma
  -  Battery C – Albion
  -  119th Forward Support Company – Augusta
- 1st Battalion, 182nd Field Artillery Regiment (HIMARS) - Sotto il controllo operativo della 197th Field Artillery Brigade, New Hampshire Army National Guard
  -  Headquarters & Headquarters Battery (-) – Detroit
    - Detachment 2 – Wyoming

  -  Battery A – Detroit
  -  Battery B – Bay City
  -  182nd Forward Support Company – Detroit

### 46th Military Police Command
- Headquarters & Headquarters Company – Lansing

### 177th Military Police Brigade
- Headquarters & Headquarters Company – Taylor
- 210th Military Police Battalion
  - Headquarters & Headquarters Detachment – Taylor
  -  46th Military Police Company – Cheboygan
  -  1775th Military Police Company – Pontiac
  -  1776th Military Police Company – Taylor
  -  460th Chemical Company – Augusta
- 777th Military Police Detachment – Taylor
- 107th Engineer Battalion
  -  Headquarters & Headquarters Company – Ishpeming
  -  1430th Engineer Company (-) (Vertical Construction) – Gladstone
    - Detachment 1– Marquette

  -  1431st Engineer Company (-) (Sapper) – Calumet
    - Detachment 1 – Baraga

  -  1432nd Engineer Support Company (-) – Kingsford
    - Detachment 1 – Iron River

  -  1437th Engineer Company (Multirole Bridge) – Sault Ste. Marie
- 507th Engineer Battalion
  -  Headquarters & Headquarters Company – Kalamazoo
  -  1433rd Engineer Company (Sapper) – Augusta
  - 1434th Engineer Company (Vertical Construction) – Grayling
    - Detachment 1 – Augusta

  -  1436th Engineer Company (Horizontal Construction) – Montague
  - 1439th Engineer Detachment (Fire-Fighting) – Grayling
  - 1440th Engineer Detachment (Fire-Fighting) – Grayling
  - 1442nd Engineer Detachment (Fire-Fighting) – Grayling
  -  745th Explosive Ordnance Disposal Company – Grayling
- 156th Expeditionary Signal Battalion
  -  Headquarters & Headquarters Company - Howell
  -  Company A (Expeditionary Signal) - Wyoming
  -  Company B (Expeditionary Signal) - Kalamazoo
  -  Company C (Joint/Area Signal) - Howell

### 63rd Troop Command
- Headquarters & Headquarters Company – Belmont
- Company D (Military Intelligence), 837th Brigade Engineer Battalion, 37th Infantry Brigade Combat Team, Ohio Army National Guard – Lansing
- Detachment 1, 172nd Cyber Protection Team
- 126th Theater Public Affairs Element
- 126th Army Band – Wyoming
- Aviation Support Facility #1 - Grand Ledge
- 3rd Battalion, 238th Aviation Regiment (General Support) - Sotto il controllo operativo della 77th Expeditionary Combat Aviation Brigade, Arkansas Army National Guard
  -  Headquarters & Headquarters Company – Grand Ledge
  - Company A (CAC) - Delaware Army National Guard
  - Company B (-) (Heavy Lift) - Ohio Army National Guard
    - Detachment 1, Company B – Selfridge - Equipaggiato con 6 CH-47F 

  - Company C (-) (MEDEVAC) - New Hampshire Army National Guard
    - Detachment 1, Company C – Grand Ledge - Equipaggiato con 4 HH-60M 

  -  Company D (-) (AVUM) – Grand Ledge
  -  Company E (-) (Forward Support) – Grand Ledge
  -  Company F (ATS)
- Company B (-), 1st Battalion, 112th Aviation Regiment (Security & Service) – Grand Ledge - Equipaggiato con 4 UH-72A
- Company B, 1st Battalion, 147th Aviation Regiment (Assault Helicopter) – Grand Ledge - Equipaggiata con 10 UH-60M
- Company C (-), 1st Battalion, 147th Aviation Regiment (Assault Helicopter) – Grand Ledge - Equipaggiata con 5 UH-60M 
  - Detachment 1, HHC, 1st Battalion, 147th Aviation Regiment (Assault Helicopter) – Grand Ledge
  - Detachment 1, Company D, 1st Battalion, 147th Aviation Regiment (Assault Helicopter) – Grand Ledge
  - Detachment 1, Company E, 1st Battalion, 147th Aviation Regiment (Assault Helicopter) – Grand Ledge
- Detachment 4, Company B, 2nd Battalion, 245th Aviation Regiment (Fixed Wings) – Lansing - Equipaggiato con 1 C-12D
- Detachment 15, Operational Support Airlift Command
- Detachment 2, Company B (AVIM), 351st Aviation Support Battalion – Grand Ledge
- 1st Battalion, 125th Infantry Regiment - Sotto il controllo della 37th Infantry Brigade Combat Team, Ohio Army National Guard
  -  Headquarters & Headquarters Company (-) - Saginaw
    - Detachment 1 – Alpena

  -  Company A – Detroit
  -  Company B – Saginaw
  -  Company C – Wyoming
  -  Company D (Weapons) – Big Rapids
  -  Company H (Forward Support), 237th Brigade Support Battalion – Bay City
- 3rd Battalion, 126th Infantry Regiment - Sotto il controllo della 32nd Infantry Brigade Combat Team, Wisconsin Army National Guard
  -  Headquarters & Headquarters Company – Wyoming
  -  Company A – Detroit
  -  Company B – Wyoming
  -  Company C – Dowagiac
  -  Company D  (Weapons) – Cadillac
  -  Company G (Forward Support), 132nd Brigade Support Battalion - Wyoming

### 177th Regiment, Regional Training Institute
- Fort Custer Training Center – Augusta
- Military Training Center – Grayling